# Peter Borgelt
Peter Borgelt (* 20. September 1927 in Rostock; † 18. März 1994 in Berlin) war ein deutscher Film- und Theaterschauspieler.

## Leben und Wirken

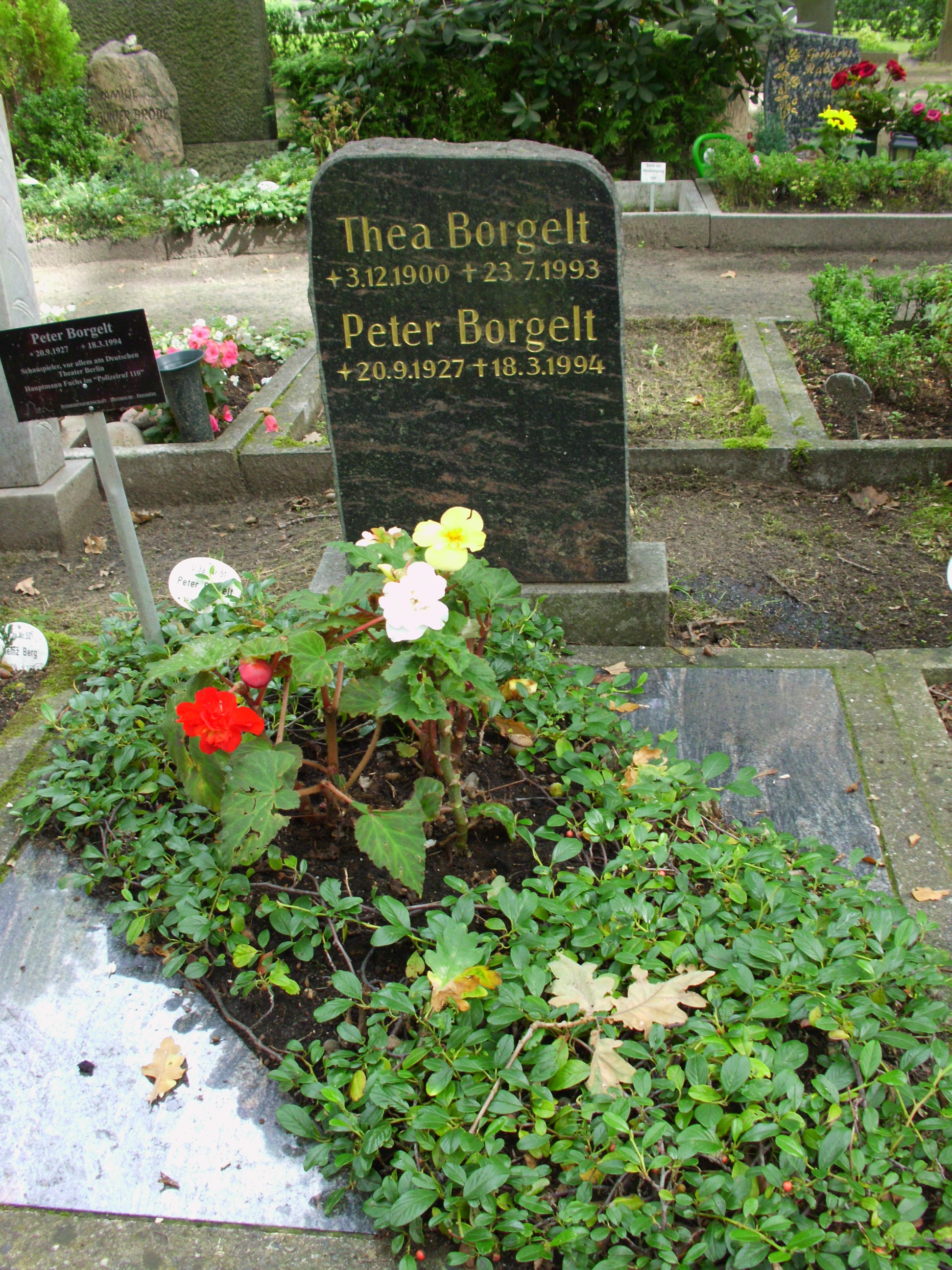
Grab von Peter Borgelt und seiner Mutter Thea

Peter Borgelt wurde als Sohn einer Künstlerfamilie in Rostock geboren. Sein Vater Paul Borgelt (* 16. Februar 1887 in Osnabrück; † 28. August 1971 in Bad Pyrmont) war Schauspieler und seine Mutter Thea Krumreich (* 3. Dezember 1900 in Rostock; † 23. Juli 1993) war Sängerin. Sie waren an verschiedenen Bühnen tätig.
Nach dem Ende des Zweiten Weltkrieges begann Borgelt zunächst eine Lehre als Bauarbeiter, dann wollte er Komponist werden und schrieb sich im Konservatorium in Kamenz ein. Während seiner Studienzeit wirkte er als Aushilfe am Kreistheater Burgstädt, fand plötzlich am Beruf des Schauspielers großen Gefallen und nahm privaten Schauspielunterricht, bevor er 1950 – nach bestandener Prüfung – ein Engagement am Burgstädter Theater an der Seite seines Vaters erhielt. Nach weiteren Bühnenstationen in Meiningen, Halberstadt, Magdeburg, Leipzig und Schwerin kam er im Jahr 1967 an das Deutsche Theater Berlin. Der Charakterdarsteller gehörte dem dortigen Ensemble bis zu seinem Tod an. Das letzte Mal auf der Bühne sah man Borgelt in Der Turm von Hofmannsthal und Der Wald von Ostrowski.
Seinen ersten Fernsehauftritt hatte Borgelt in der DDR-Musiksendung Klock 8, achtern Strom. Dort fungierte er einige Jahre als Gastgeber der maritimen Samstagabendsendung und verkörperte nebenbei den Matrosen Kuddeldaddelich. Borgelt wirkte als Schauspieler vor der Kamera in über 40 Film-und-Fernsehproduktionen mit.
Bekannt machte ihn die Rolle des Kriminalisten Peter Fuchs in der DDR-Kriminalreihe Polizeiruf 110, in der er von 1971 bis 1991 in 89 Folgen spielte. Die Sendereihe wurde auch über die Grenzen der DDR bekannt. Borgelt war für seine überlegte und ruhige Art sowie seine sonore Stimme bekannt. Eine Zeitschrift nannte ihn den „ostdeutschen Maigret“ und verglich Borgelt mit Jean Gabin.
Ab 1985 war Borgelt einige Jahre lang UNICEF-Botschafter der DDR.
Am 18. März 1994 starb Borgelt im Alter von 66 Jahren an den Folgen einer Krebserkrankung. Er wurde auf dem Friedhof „Zur frohen Botschaft“ (Feld U-3a) in Berlin-Karlshorst beigesetzt.
Borgelt war dreimal verheiratet und hatte vier Kinder. Der Journalist und Autor Hans Borgelt war ein Cousin von ihm.

## Filmografie
| - 1961: Die Bombe - 1965: Die Abenteuer des Werner Holt - 1965: Das Kaninchen bin ich - 1967: Geheimcode B/13 (TV-Vierteiler) - 1967: 1913 - 1967: Der schwarze Reiter (TV-Mehrteiler) - 1968: Die Toten bleiben jung - 1968: König Karl - 1968: 12 Uhr mittags kommt der Boß - 1969: Nebelnacht - 1969: Drei von der K (Fernsehserie, 1 Folge) - 1969: Genosse Vater - 1969: Staub und Rosen - 1970: Sudba rezidenta - 1970: Heiner Fink - 1970: Kein Mann für Camp Detrick - 1970: Zwei Briefe an Pospischiel (TV) - 1971: Zollfahndung (Fernsehserie, 1 Folge) - 1971: Hut ab, wenn du küsst! - 1971: Verspielte Heimat - 1971: Des Widerspenstigen Zähmung - 1971–1991: Polizeiruf 110 (TV-Reihe, 89 Folgen als Peter Fuchs) - 1976: Richard III. - 1981: Schauspielereien: Die Liebe höret nimmer auf - 1983: Was dem einen sein Teufel, ist dem andern sein Nachtigall - 1984: Familie Neumann (Fernsehserie, 3 Folgen) - 1985: Die Rundköpfe und die Spitzköpfe - 1985: Ferienheim Bergkristall: Ein Fall für Alois - 1986: Viola - 1986: Schäferstündchen - 1987: Wallenstein (TV-Zweiteiler) - 1987: Verzeihung – wie kommen Sie in mein Bett? - 1987: Die Wildschweinjagd - 1988: An allem ist Matuschke schuld - 1988: Schauspielereien: A und O – Geschichten mit dem Auto - 1988: Der blaue Boll - 1989: Schulmeister Spitzbart - 1990–1991: Spreepiraten (Fernsehserie, 18 Folgen) - 1991: Der Sturmgeselle Sokrates - 1991: Drei reizende Schwestern: Ein Hauch von Alpenglüh’n - 1992: Frank und Robert - 1992: Sherlock Holmes und die sieben Zwerge (Fernsehserie, 1 Folge) |

## Theater
- 1967: Rolf Schneider: Prozeß in Nürnberg (Göring) – Regie: Wolfgang Heinz (Deutsches Theater Berlin)
- 1968: Ariano Suassuna: Das Testament eines Hundes (Räuber) – Regie: Friedo Solter (Deutsches Theater Berlin)
- 1968: Martin Sperr: Landshuter Erzählungen – Regie: Erhard Marggraf (Deutsches Theater Berlin)
- 1971: Arnold Wesker: Goldene Städte (Industriekapitän) – Regie: Hans-Georg Simmgen  (Deutsches Theater Berlin)
- 1976: Georg Hirschfeld: Pauline (Pferdebahnschaffner) – Regie: Alexander Lang (Deutsches Theater Berlin – Kammerspiele)
- 1978: Gerhart Hauptmann: Michael Kramer – Regie: Wolfgang Heinz (Deutsches Theater Berlin)
- 1980: Peter Hacks: Senecas Tod (Maximus) – Regie: Cox Habbema (Deutsches Theater Berlin)
- 1983: Bertolt Brecht: Die Rundköpfe und die Spitzköpfe – Regie: Alexander Lang (Deutsches Theater Berlin)
- 1986: Hermann Sudermann: Der Sturmgeselle Sokrates (Kaufmann) – Regie: Thomas Langhoff (Deutsches Theater Berlin – Kammerspiele)
- 1991: Peter Turrini: Der Minderleister (Minister) – Regie: Carl-Hermann Risse (Deutsches Theater Berlin)
- 1992: Alexander Ostrowski: Der Wald (Bodajew) – Regie: Thomas Langhoff (Deutsches Theater Berlin)

## Hörspiele
Die Sendungen sind chronologisch nach der Erstausstrahlung sortiert. Quelle: ARD-Hörspieldatenbank
- 1967: Lew Tolstoi: Krieg und Frieden (12) – Regie: Werner Grunow (Rundfunk der DDR) – Erstsendung: 7. Jan. 1968
- 1968: Willi Bredel: Die Väter (Teil 3: Johann Hardekopfs große Begegnung) – Regie: Fritz-Ernst Fechner (Rundfunk der DDR) – Erstsendung: 3. Okt. 1968
- 1968: Erwin Ziemer: Der Soldat an der Brücke – Regie: Helmut Hellstorff (Rundfunk der DDR) – Erstsendung: 12. Dez. 1968
- 1968: Sinisa Pavic, Jovan Cirlow: Abschied von Visnja – Regie: Gert Andreae (Rundfunk der DDR) – Erstsendung: 2. Apr. 1969
- 1969: Dieter Müller: Gesucht wird – Der Rote Feldpostmeister – Regie: Detlef Kurzweg (Rundfunk der DDR) – Erstsendung: 29. Apr. 1969
- 1969: Franz Freitag: Der Egoist – Regie: Gert Andreae (Rundfunk der DDR) – Erstsendung: 25. Juni 1969
- 1969: Fritz Selbmann: Ein weiter Weg (Teil 4: Schlesisches Zwischenspiel) – Regie: Fritz-Ernst Fechner (Rundfunk der DDR) – Erstsendung: 25. Sep. 1969
- 1969: Pawel Weschinow: Alles sucht Wasko (1. Teil) – Regie: Manfred Täubert (Rundfunk der DDR) – Erstsendung: 1. Mär. 1970
- 1969: Pawel Weschinow: Alles sucht Wasko (2. Teil) – Regie: Manfred Täubert (Rundfunk der DDR) – Erstsendung: 15. Mär. 1970
- 1970: Bernd Wolff: Das Waschbärengeheimnis oder Ärger mit Manne – Regie: Manfred Täubert (Rundfunk der DDR) – Erstsendung: 7. Okt. 1970
- 1970: William Shakespeare: Othello – Regie: Gert Andreae (Rundfunk der DDR) – Erstsendung: 23. Nov. 1970
- 1970: Erik Neutsch: Haut oder Hemd – Regie: Werner Grunow (Rundfunk der DDR) – Erstsendung: 17. Jan. 1971
- 1970: Liselotte Welskopf-Henrich: Jan und Jutta – Regie: Theodor Popp (Rundfunk der DDR) – Erstsendung: 3. Feb. 1971
- 1970: Joachim Walther: Kurskorrektur – Regie: Detlef Kurzweg (Rundfunk der DDR) – Erstsendung: 24. Mär. 1971
- 1972: Julia Dubrowkina: Sonderfahrt – Regie: Wolfgang Schonendorf (Rundfunk der DDR) – Erstsendung: 8. Mai 1972
- 1974: Arne Leonhardt: Im Glaskasten – Regie: Werner Grunow (Rundfunk der DDR) – Erstsendung: 6. Juni 1974
- 1974: Helga Schütz: Le rossignol heißt Nachtigall – Regie: Werner Grunow (Rundfunk der DDR) – Erstsendung: 5. Okt. 1974
- 1975: Ev Grollmitz: Seefahrergeschichten (1) – Regie: Rüdiger Zeige (Rundfunk der DDR) – Erstsendung: 8. Mär. 1976
- 1976: Volksdichtung: Das Märchen von den armen Märchen – Folge 1: Die drei Klugen – Regie: Rüdiger Zeige (Rundfunk der DDR) – Erstsendung: 30. Dez. 1977
- 1981: Renate Apitz: Saatfrüchte sollen nicht vermahlen werden – Regie: Maritta Hübner (Rundfunk der DDR) – Erstsendung: 4. Mai 1981
- 1981: Peter Weißflog: Das andere Ufer – Regie: Achim Scholz (Rundfunk der DDR) – Erstsendung: 25. Juni 1982
- 1982: Holmar Attila Mück: Strafakte eines Kobolds – Regie: Uwe Haacke (Rundfunk der DDR) – Erstsendung: 20. Sep. 1982
- 1984: Helmut H. Schulz: Poet und Pedant (Teil 1: Das Suchfieber) – Regie: Uwe Haacke (Rundfunk der DDR) – Erstsendung: 14. Okt. 1984
- 1984: Helmut H. Schulz: Poet und Pedant (Teil 2: Wo ist Franklin) – Regie: Uwe Haacke (Rundfunk der DDR) – Erstsendung: 21. Okt. 1984
- 1984: Helmut H. Schulz: Poet und Pedant (Teil 3: Der Aufbruch) – Regie: Uwe Haacke (Rundfunk der DDR) – Erstsendung: 28. Okt. 1984
- 1987: Max Richter: Zwei in einem Boot – Regie: Fritz Göhler (Rundfunk der DDR) – Erstsendung: 1. Okt. 1987
- 1987: Albert Wendt: Prinzessin Zartfuß und die sieben Elefanten (Kommissar) – Regie: Cox Habbema (Kinderhörspiel – Litera)
- 1988: Wilhelm Busch: Max und Moritz – Regie: Achim Scholz (Rundfunk der DDR) – Erstsendung: 19. Feb. 1989
- 1990: Gerhard Pötzsch: Nie und nicht kann ich das vergessen – Regie: Matthias Thalheim (Rundfunk der DDR) – Erstsendung: 8. Apr. 1990
- 1991: Gabriele Bigott: Winnie und Ludwig – Regie: Barbara Plensat (Funkhaus Berlin) – Erstsendung: 11. Juni 1991